# Strategy (patrón de diseño)

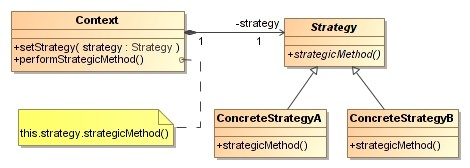
Strategy Pattern in UML

El patrón Estrategia (Strategy) es un patrón de diseño para el desarrollo de software. Se clasifica como patrón de comportamiento porque determina cómo se debe realizar el intercambio de mensajes entre diferentes objetos para resolver una tarea.
El patrón estrategia permite mantener un conjunto de algoritmos de entre los cuales el objeto cliente puede elegir aquel que le conviene e intercambiarlo dinámicamente según sus necesidades.

## Motivación
Suponiendo un editor de textos con diferentes algoritmos para particionar un texto en líneas (justificado, alineado a la izquierda, etc.), se desea separar las clases clientes de los diferentes algoritmos de partición, por diversos motivos:
- Incluir el código de los algoritmos en los clientes hace que estos sean demasiado grandes y complicados de mantener y/o extender.
- El cliente no va a necesitar todos los algoritmos en todos los casos, de modo que no queremos que dicho cliente los almacene si no los va a usar.
- Si existiesen clientes distintos que usasen los mismos algoritmos, habría que duplicar el código, por tanto, esta situación no favorece la reutilización.

La solución que el patrón estrategia supone para este escenario pasa por encapsular los distintos algoritmos en una jerarquía y que el cliente trabaje contra un objeto intermediario contexto. El cliente puede elegir el algoritmo que prefiera de entre los disponibles, o el mismo contexto puede ser el que elija el más apropiado para cada situación.

## Aplicabilidad
Cualquier programa que ofrezca un servicio o función determinada, que pueda ser realizada de varias maneras, es candidato a utilizar el patrón estrategia. Puede haber cualquier número de estrategias y cualquiera de ellas podrá ser intercambiada por otra en cualquier momento, incluso en tiempo de ejecución.
Si muchas clases relacionadas se diferencian únicamente por su comportamiento, se crea una superclase que almacene el comportamiento común y que hará de interfaz hacia las clases concretas.
Si un algoritmo utiliza información que no deberían conocer los clientes, la utilización del patrón estrategia evita la exposición de dichas estructuras.
Aplicando el patrón a una clase que defina múltiples comportamientos mediante instrucciones condicionales, se evita emplear estas instrucciones, moviendo el código a clases independientes donde se almacenará cada estrategia.
Efectivamente, como se comenta anteriormente, este patrón de diseño nos sirve para intercambiar un sinnúmero de estrategias posibles.

## Participantes
Contexto (Context) : Es el elemento que usa los algoritmos, por tanto, delega en la jerarquía de estrategias. Configura una estrategia concreta mediante una referencia a la estrategia necesaria. Puede definir una interfaz que permita a la estrategia el acceso a sus datos en caso de que fuese necesario el intercambio de información entre el contexto y la estrategia. En caso de no definir dicha interfaz, el contexto podría pasarse a sí mismo a la estrategia como parámetro.
Estrategia (Strategy): Declara una interfaz común para todos los algoritmos soportados. Esta interfaz será usada por el contexto para invocar a la estrategia concreta.
EstrategiaConcreta (ConcreteStrategy): Implementa el algoritmo utilizando la interfaz definida por la estrategia.

## Colaboraciones
Es necesario el intercambio de información entre estrategia y contexto. Este intercambio puede realizarse de dos maneras:
- Mediante parámetros en los métodos de la estrategia.
- Mandándose, el contexto, a sí mismo a la estrategia.

Los clientes del contexto lo configuran con una estrategia concreta. A partir de ahí, solo se interactúa con el contexto.

## Consecuencias
La herencia puede ayudar a factorizar las partes comunes de las familias de algoritmos (sustituyendo el uso de bloques de instrucciones condicionales). En este contexto es común la aparición conjunta de otros patrones como el patrón plantilla.
El uso del patrón proporciona una alternativa a la extensión de contextos, ya que puede realizarse un cambio dinámico de estrategia.
Los clientes deben conocer las diferentes estrategias y debe comprender las posibilidades que ofrecen.
Como contrapartida, aumenta el número de objetos creados, por lo que se produce una penalización en la comunicación entre estrategia y contexto (hay una indirección adicional).

## Implementación
Entre las posibilidades disponibles a la hora de definir la interfaz entre estrategia y contexto, están:
- Pasar como parámetro la información necesaria para la estrategia implica un bajo acoplamiento y la posibilidad de envío de datos innecesarios.
- Pasar como parámetro el contexto y dejar que la estrategia solicite la información que necesita supone un alto acoplamiento entre ellos.
- Mantener en la estrategia una referencia al contexto (similar al anterior).

También puede ocurrir que se creen y se utilicen los objetos estrategia en el contexto solo si es necesario, en tal caso las estrategias serán opcionales.

## Ejemplo
```
public
 
abstract
 
class
 
EstrategiaDibujo
 
extends
 
JFrame
 
{

    
private
 
float
[]
 
_x
,
_y
;

    
private
 
Color
 
_c
;

    
private
 
int
 
_ancho
,
_alto
;

 

    
public
 
EstrategiaDibujo
()
 
{

        
....

    
}

 

    
public
 
abstract
 
void
 
dibujar
(
float
[]
 
px
,
 
float
[]
 
py
);

}

```

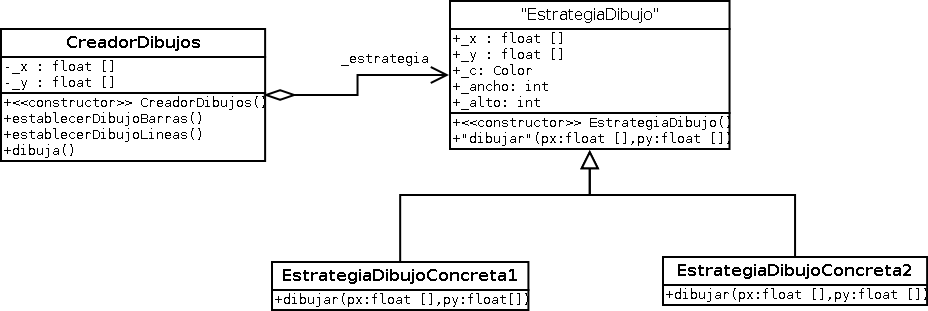
Ejemplo de Patrón Strategy

Lo importante de esta clase es que cada una de las estrategias que diseñemos tendrá que
sobrescribir el método dibujar() y proveer un algoritmo concreto para dicha estrategia.
```
public
 
class
 
EstrategiaDibujoConcreta1
 
extends
 
EstrategiaDibujo
{

	
...

	
public
 
void
 
dibujar
(
float
[]
 
px
,
 
float
[]
 
py
){
 
...
 
}

	
...

}

```

```
 
public
 
class
 
EstrategiaDibujoConcreta2
 
extends
 
EstrategiaDibujo
{

	
...

	
public
 
void
 
dibujar
(
float
[]
 
px
,
 
float
[]
 
py
){
 
...
 
}

	
...

}

```

El Contexto es la clase que decide qué estrategia utilizar en cada momento, la decisión se puede realizar mediante algún parámetro que le envía el cliente aunque como hemos dicho puede ser él mismo el que elija la estrategia más adecuada :
```
public
 
class
 
CreadorDibujos
 
{

    
private
 
EstrategiaDibujo
 
_estrategia
;

    
private
 
float
[]
 
_x
,
_y
;

 

    
public
 
CreadorDibujos
()
 
{

        
// Establecer estrategia por defecto.

    
}

 

    
public
 
void
 
establecerDibujoBarras
()
 
{

        
_estrategia
 
=
 
new
 
EstrategiaDibujoConcreta1
();

    
}

 

    
public
 
void
 
establecerDibujoLineas
()
 
{

        
_estrategia
 
=
 
new
 
EstrategiaDibujoConcreta2
();

    
}

 

    
..............

 

    
public
 
void
 
dibuja
()
 
{

        
_estrategia
.
dibujar
(
_x
,
_y
);

    
}

}

```

Como podemos comprobar el funcionamiento de este patrón es muy simple y el añadir
nuevas estrategias a nuestro programa es muy sencillo y apenas implica modificación de código alguna.

## Ejemplos en varios lenguajes

### C++
```
#include
 
<iostream>

using
 
namespace
 
std
;

class
 
StrategyInterface

{

    
public
:

        
virtual
 
void
 
execute
()
 
=
 
0
;

};

class
 
ConcreteStrategyA
:
 
public
 
StrategyInterface

{

    
public
:

        
virtual
 
void
 
execute
()

        
{

            
cout
 
<<
 
"Called ConcreteStrategyA execute method"
 
<<
 
endl
;

        
}

};

class
 
ConcreteStrategyB
:
 
public
 
StrategyInterface

{

    
public
:

        
virtual
 
void
 
execute
()

        
{

            
cout
 
<<
 
"Called ConcreteStrategyB execute method"
 
<<
 
endl
;

        
}

};

class
 
ConcreteStrategyC
:
 
public
 
StrategyInterface

{

    
public
:

        
virtual
 
void
 
execute
()

        
{

            
cout
 
<<
 
"Called ConcreteStrategyC execute method"
 
<<
 
endl
;

        
}

};

class
 
Context

{

    
private
:

        
StrategyInterface
 
*
_strategy
;

    
public
:

        
Context
(
StrategyInterface
 
*
strategy
)
:
_strategy
(
strategy
)

        
{

        
}

        
void
 
set_strategy
(
StrategyInterface
 
*
strategy
)

        
{

            
_strategy
 
=
 
strategy
;

        
}

        
void
 
execute
()

        
{

            
_strategy
->
execute
();

        
}

};

int
 
main
(
int
 
argc
,
 
char
 
*
argv
[])

{

    
ConcreteStrategyA
 
concreteStrategyA
;

    
ConcreteStrategyB
 
concreteStrategyB
;

    
ConcreteStrategyC
 
concreteStrategyC
;

    
Context
 
contextA
(
&
concreteStrategyA
);

    
Context
 
contextB
(
&
concreteStrategyB
);

    
Context
 
contextC
(
&
concreteStrategyC
);

    
contextA
.
execute
();

    
contextB
.
execute
();

    
contextC
.
execute
();

    

    
contextA
.
set_strategy
(
&
concreteStrategyB
);

    
contextA
.
execute
();

    
contextA
.
set_strategy
(
&
concreteStrategyC
);

    
contextA
.
execute
();

    
return
 
0
;

}

```

### Java
```
public
 
class
 
Main
 
{
	

	
public
 
static
 
void
 
main
(
String
 
args
[]
)

	
{

		
//Usamos la estrategia A

		
Strategy
 
estrategia_inicial
 
=
 
new
 
StrategyA
();

		
Context
 
context
 
=
 
new
 
Context
(
estrategia_inicial
);

		
context
.
some_method
();

		

		
//Decidimos usar la estrategia B

		
Strategy
 
estrategia2
 
=
 
new
 
StrategyB
();

		
context
.
setStrategy
(
estrategia2
);

		
context
.
some_method
();

		

		
//Finalmente,usamos de nuevo la estrategia A

		
context
.
setStrategy
(
estrategia_inicial
);

		
context
.
some_method
();

		

		
/** Salida:

		 * Estrategia A

		 * Estrategia B

		 * Estrategia A

		 **/

	
}

}

public
 
class
 
Context
 
{

	
Strategy
 
c
;

	
public
 
Context
(
 
Strategy
 
c
 
)

	
{

		
this
.
c
 
=
 
c
;

	
}

	
public
 
void
 
setStrategy
(
Strategy
 
c
)
 
{

		
this
.
c
 
=
 
c
;

	
}

	

	
//Método de estrategia 'c'

	
public
 
void
 
some_method
()

	
{

		
c
.
behaviour
();

	
}

}

public
 
Interface
 
Strategy
{

       
public
 
void
 
behaviour
();

}
 

public
 
class
 
StrategyA
 
implements
 
Strategy
{

	
@Override

	
public
 
void
 
behaviour
()
 
{

		
System
.
out
.
println
(
"Estrategia A"
);

	
}

}

public
 
class
 
StrategyB
 
implements
 
Strategy
{

	
@Override

	
public
 
void
 
behaviour
()
 
{

		
System
.
out
.
println
(
"Estrategia B"
);

	
}

}

```

### Python
Python ya lo implementa internamente y no se puede programar explícitamente:
Este es un ejemplo con GUI
```
class
 
Button
:

    
"""A very basic button widget."""

    
def
 
__init__
(
self
,
 
submit_func
,
 
label
):

        
self
.
on_submit
 
=
 
submit_func
   
# Poner la funcion estrategia directamente

        
self
.
label
 
=
 
label

# Se crean dos objetos con estrategias diferentes

button1
 
=
 
Button
(
sum
,
 
"Add 'em"
)

button2
 
=
 
Button
(
lambda
 
nums
:
 
" "
.
join
(
map
(
str
,
 
nums
)),
 
"Join 'em"
)

# Probamos cada boton

numbers
 
=
 
range
(
1
,
 
10
)
 
# Lista del 1 al 9

print
 
button1
.
on_submit
(
numbers
)
 
# muestra "45"

print
 
button2
.
on_submit
(
numbers
)
 
# muestra "1 2 3 4 5 6 7 8 9"

```

### C# 3.0
En C# 3.0, pueden usarse "expresiones lambda" para hacer lo mismo que en el ejemplo en Python.
```
using
 
System
;

using
 
System.Collections.Generic
;

using
 
System.Linq
;

class
 
Program

{

  

  
{

    
var
 
button1
 
=
 
new
 
MyButton
((
x
)
 
=>
 
x
.
Sum
().
ToString
(),
 
"Add 'em"
);

    
var
 
button2
 
=
 
new
 
MyButton
((
x
)
 
=>
 
string
.
Join
(
" "
,
 
x
.
Select
(
y
 
=>
 
y
.
ToString
()).
ToArray
()),
 
"Join 'em"
);

    
var
 
numbers
 
=
 
Enumerable
.
Range
(
1
,
 
10
);

    
Console
.
WriteLine
(
button1
.
Submit
(
numbers
));

    
Console
.
WriteLine
(
button2
.
Submit
(
numbers
));

    
Console
.
ReadLine
();

  
}

  
public
 
class
 
MyButton

  
{

    
private
 
readonly
 
Func
<
IEnumerable
<
int
>
,
 
string
>
 
submitFunction
;

    
public
 
string
 
Label
 
{
 
get
;
 
private
 
set
;
 
}

    
public
 
MyButton
(
Func
<
IEnumerable
<
int
>
,
 
string
>
 
submitFunction
,
 
string
 
label
)

    
{

        
this
.
submitFunction
 
=
 
submitFunction
;

        
Label
 
=
 
label
;

    
}

    
public
 
string
 
Submit
(
IEnumerable
<
int
>
 
data
)

    
{

        
return
 
submitFunction
(
data
);

    
}

  
}

}

```

### C#
```
using
 
System
;

namespace
 
Wikipedia.Patterns.Strategy

{

  
// MainApp Test para aplicacion

  
class
 
MainApp

  
{

    
static
 
void
 
Main
()

    
{

      
Context
 
context
;

      
// Tres contextos con diferentes estrategias

      
context
 
=
 
new
 
Context
(
new
 
ConcreteStrategyA
());

      
context
.
Execute
();

      
context
 
=
 
new
 
Context
(
new
 
ConcreteStrategyB
());

      
context
.
Execute
();

      
context
 
=
 
new
 
Context
(
new
 
ConcreteStrategyC
());

      
context
.
Execute
();

    
}

  
}

  
interface
 
IStrategy

  
{

    
void
 
Execute
();

  
}

  
// Implementa el algoritmo usando el patron estrategia

  
class
 
ConcreteStrategyA
 
:
 
IStrategy

  
{

    
public
 
void
 
Execute
()

    
{

      
Console
.
WriteLine
(
 
"Called ConcreteStrategyA.Execute()"
 
);

    
}

  
}

  
class
 
ConcreteStrategyB
 
:
 
IStrategy

  
{

    
public
 
void
 
Execute
()

    
{

      
Console
.
WriteLine
(
 
"Called ConcreteStrategyB.Execute()"
 
);

    
}

  
}

  
class
 
ConcreteStrategyC
 
:
 
IStrategy

  
{

    
public
 
void
 
Execute
()

    
{

      
Console
.
WriteLine
(
 
"Called ConcreteStrategyC.Execute()"
 
);

    
}

  
}

  
// Contiene un objeto ConcreteStrategy y mantiene una referencia a un objeto Strategy

  
class
 
Context

  
{

    
IStrategy
 
strategy
;

    
// Constructor

    
public
 
Context
(
IStrategy
 
strategy
)

    
{

      
this
.
strategy
 
=
 
strategy
;

    
}

    
public
 
void
 
Execute
()

    
{

      
strategy
.
Execute
();

    
}

  
}

}

```

### ActionScript 3
```
//invoked from application.initialize

private
 
function
 
init
()
 
:
 
void

{

    
var
 
context
:
Context
;

    
context
 
=
 
new
 
Context
(
 
new
 
ConcreteStrategyA
()
 
);

    
context
.
execute
();

    
context
 
=
 
new
 
Context
(
 
new
 
ConcreteStrategyB
()
 
);

    
context
.
execute
();

    
context
 
=
 
new
 
Context
(
 
new
 
ConcreteStrategyC
()
 
);

    
context
.
execute
();

}

package
 
org
.
wikipedia
.
patterns
.
strategy

{

    
public
 
interface
 
IStrategy

    
{

	
function
 
execute
()
 
:
 
void
 
;

    
}

}

package
 
org
.
wikipedia
.
patterns
.
strategy

{

    
public
 
final
 
class
 
ConcreteStrategyA
 
implements
 
IStrategy

    
{

	
public
 
function
 
execute
()
:
void

	
{

	 
trace
(
 
"ConcreteStrategyA.execute(); invoked"
 
);

	
}

    
}

}

package
 
org
.
wikipedia
.
patterns
.
strategy

{

    
public
 
final
 
class
 
ConcreteStrategyB
 
implements
 
IStrategy

    
{

	
public
 
function
 
execute
()
:
void

	
{

	 
trace
(
 
"ConcreteStrategyB.execute(); invoked"
 
);

	
}

    
}

}

package
 
org
.
wikipedia
.
patterns
.
strategy

{

    
public
 
final
 
class
 
ConcreteStrategyC
 
implements
 
IStrategy

    
{

	
public
 
function
 
execute
()
:
void

	
{

	 
trace
(
 
"ConcreteStrategyC.execute(); invoked"
 
);

	
}

    
}

}

package
 
org
.
wikipedia
.
patterns
.
strategy

{

   
public
 
class
 
Context

   
{

	
private
 
var
 
strategy
:
IStrategy
;

		

	
public
 
function
 
Context
(
strategy
:
IStrategy
)

	
{

	 
this
.
strategy
 
=
 
strategy
;

	
}

		

	
public
 
function
 
execute
()
 
:
 
void

	
{
 

             
strategy
.
execute
();

	
}

    
}

}

```

### PHP
```
<?php

class
 
StrategyExample
 
{

    
public
 
function
 
__construct
()
 
{

        
$context
 
=
 
new
 
Context
(
new
 
ConcreteStrategyA
());

        
$context
->
execute
();

        
$context
 
=
 
new
 
Context
(
new
 
ConcreteStrategyB
());

        
$context
->
execute
();

        
$context
 
=
 
new
 
Context
(
new
 
ConcreteStrategyC
());

        
$context
->
execute
();

    
}

}

interface
 
IStrategy
 
{

    
public
 
function
 
execute
();

}

class
 
ConcreteStrategyA
 
implements
 
IStrategy
 
{

    
public
 
function
 
execute
()
 
{

        
echo
 
"Called ConcreteStrategyA execute method
\n
"
;

    
}

}

class
 
ConcreteStrategyB
 
implements
 
IStrategy
 
{

    
public
 
function
 
execute
()
 
{

        
echo
 
"Called ConcreteStrategyB execute method
\n
"
;

    
}

}

class
 
ConcreteStrategyC
 
implements
 
IStrategy
 
{

    
public
 
function
 
execute
()
 
{

        
echo
 
"Called ConcreteStrategyC execute method
\n
"
;

    
}

}

class
 
Context
 
{

    
var
 
$strategy
;

    
public
 
function
 
__construct
(
IStrategy
 
$strategy
)
 
{

        
$this
->
strategy
 
=
 
$strategy
;

    
}

    
public
 
function
 
execute
()
 
{

        
$this
->
strategy
->
execute
();

    
}

}

new
 
StrategyExample
;

?>

```

### Perl
Perl lo tiene ya implementado y no se puede programar explícitamente:
```
sort
 
{
 
lc
(
$a
)
 
cmp
 
lc
(
$b
)
 
}
 
@items

```

El patrón de estrategia puede implementarse formalmente mediante Moose:
```
package
 
Strategy
;

use
 
Moose::Role
;

requires
 
'execute'
;

package
 
FirstStrategy
;

use
 
Moose
;

with
 
'Strategy'
;

sub
 
execute
 
{

    
print
 
"Called FirstStrategy->execute()\n"
;

}

package
 
SecondStrategy
;

use
 
Moose
;

with
 
'Strategy'
;

sub
 
execute
 
{

    
print
 
"Called SecondStrategy->execute()\n"
;

}

package
 
ThirdStrategy
;

use
 
Moose
;

with
 
'Strategy'
;

sub
 
execute
 
{

    
print
 
"Called ThirdStrategy->execute()\n"
;

}

package
 
Context
;

use
 
Moose
;

has
 
'strategy'
 
=>
 
(

    
is
 
=>
 
'rw'
,

    
does
 
=>
 
'Strategy'
,

    
handles
 
=>
 
[
 
'execute'
 
],
  
# automatic delegation

);

package
 
StrategyExample
;

use
 
Moose
;

# Moose's constructor

sub
 
BUILD
 
{

    
my
 
$context
;

    
$context
 
=
 
Context
->
new
(
strategy
 
=>
 
'FirstStrategy'
);

    
$context
->
execute
;

    
$context
 
=
 
Context
->
new
(
strategy
 
=>
 
'SecondStrategy'
);

    
$context
->
execute
;

    
$context
 
=
 
Context
->
new
(
strategy
 
=>
 
'ThirdStrategy'
);

    
$context
->
execute
;

}

package
 
main
;

StrategyExample
->
new
;

```